# Giancarlo Corradini
 (septembre 2013).
Si vous disposez d'ouvrages ou d'articles de référence ou si vous connaissez des sites web de qualité traitant du thème abordé ici, merci de compléter l'article en donnant les références utiles à sa vérifiabilité et en les liant à la section « Notes et références ».
Giancarlo Corradini (né le 24 février 1961 à Sassuolo, dans la province de Modène, en Émilie-Romagne) est un footballeur italien qui a joué en tant qu'arrière central et qui a ensuite effectué une carrière d’entraîneur dans plusieurs clubs.

## Biographie

### Carrière de joueur
Corradini fait ses débuts en professionnel dans sa ville natale au club du US Sassuolo à 17 ans. Il quitte ce club en 1978 pour le Genoa avant d'aller à la Reggiana en 1980.
En 1982, il est recruté par le Torino, où il reste jusqu'en 1988, date à laquelle il quitte les Granata pour rejoindre le Napoli, où il gagne la C3 en 1989 et la Serie A en 1990, avant de prendre sa retraite en 1994.

### Carrière d'entraîneur
En 1999, il commence une carrière d'entraîneur chez les jeunes de la Juve entraînée alors par Marcello Lippi jusqu'en 2004, année où il devient l'entraîneur-adjoint chez les pro sous la direction de Fabio Capello.
En 2007, il devient l'entraîneur par intérim pour quelques matchs du club à la suite de la dispute entre Didier Deschamps alors entraîneur, et la direction en mai 2007.
Puis le 24 juin 2007, il devient l'entraîneur de FBC Unione Venezia, mais il est limogé deux mois plus tard avant de prendre les rênes en novembre 2008 du club de Cueno.
En 2012, il devient l'adjoint de Gianfranco Zola au Watford FC.

## Palmarès

### Palmarès joueur
- C3 en 1988 (SSC Napoli)
- Serie A en 1990 (SSC Napoli)

### Palmarès entraîneur
- Néant